# Oliviero Toscani

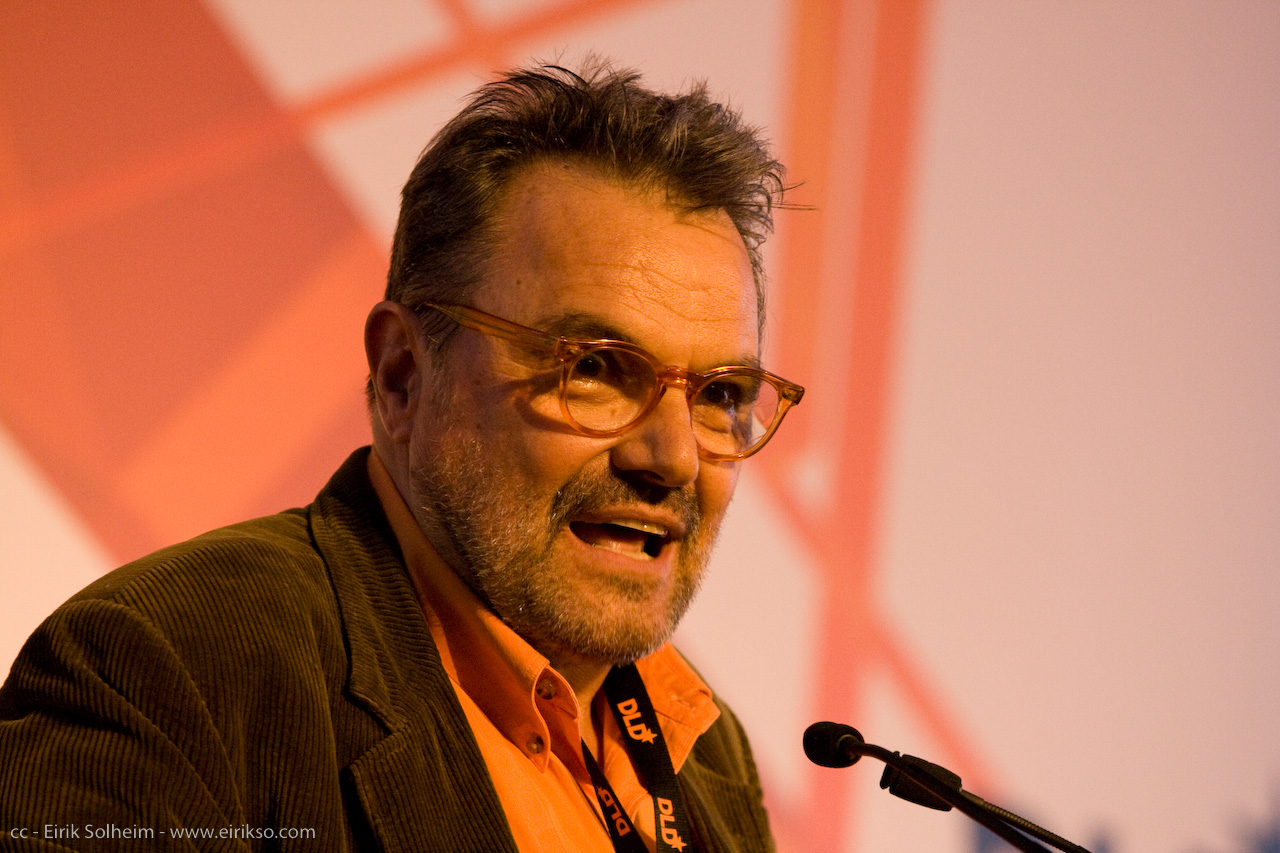
Toscani in 2008

Oliviero Toscani (Milaan, 28 februari 1942 – Cecina, 13 januari 2025) was een Italiaans fotograaf.

## Achtergrond
Toscani werd geboren en groeide op in Milaan. Zijn vader was fotograaf en vanaf zijn veertiende begon hij in diens voetsporen zelf te fotograferen. Van 1960 tot 1965 studeerde hij fotografie en grafische kunst aan de kunstnijverheidsschool in Zürich. Toscani was erelid van de Duitse BFF (Bund Freischaffender Foto-Designer). Hij overleed op 82-jarige leeftijd in een ziekenhuis in Cecina in Toscane, hij leed aan amyloïdose.

## Werk
Na zijn fotografiestudies in Zürich werkte hij voor een aantal  modetijdschriften zoals Vogue, Elle en Harper's Bazaar, maar Toscani werd pas echt bekend door zijn ontwerpen voor de reclamecampagnes van modemerk Benetton in de jaren tachtig.
Geregeld kende zijn werk controversiële kenmerken, bijvoorbeeld door de foto van de aan aids stervende David Kirby in 1990, die de bewustwording rond aids hielp vergroten. Andere controversiële foto's betroffen onder meer een bloedig shirt van een gevallen soldaat in de Bosnische Burgeroorlog, een pasgeboren baby waar de navelstreng nog aanzit, een kussende non en priester, en een ter dood veroordeelde moordenaar. In 2007 bewoog zijn foto van fotomodel Isabelle Caro de wereld in de campagne No anorexia. Hij belichtte maatschappelijke kwesties zoals racisme, oorlog en aids en keerde zich tegen traditionele reclamecampagnes die consumenten voorspiegelden dat ze zich beter zouden voelen door een bepaald product te kopen.
In 2000 werd naar aanleiding van een campagne waarvoor hij foto’s van terdoodveroordeelden gebruikte de samenwerking door Benetton stopgezet. 
Hij veroorzaakte in 2005 opschudding in katholiek Italië door  zijn seksueel getinte foto's van homoseksuele mannen voor het modemerk Ra-Re.
In 2018 begon Toscani weer voor Benetton te werken tot hij in 2020 door boude uitspraken onder vuur kwam te liggen, vanaf dan werd de samenwerking definitief verbroken.
Tentoonstellingen van zijn werk waren te zien in veel Europese steden, waaronder in Brussel. In 2017 gaf hij in deSingel in Antwerpen een lezing tijdens de Integrated-conferentie.
- Bibsys: 90957227
- Biblioteca Nacional de España: XX1166233
- Bibliothèque nationale de France: cb12534332b (data)
- CiNii: DA10564181
- Gemeinsame Normdatei: 119304384
- International Standard Name Identifier: 0000 0001 1006 7311
- Library of Congress Control Number: n78010475
- Nationale Bibliotheek van Letland: 000078891
- Bibliotheek van het Japanse parlement: 00544922
- Nationale Bibliotheek van Tsjechië: xx0041791
- Nationale Bibliotheek van Israël: 987007354494205171
- Nationale en Universitaire bibliotheek Zagreb: 000123483
- Nederlandse Thesaurus van Auteursnamen: 146928334
- PIC: 307836
- RKD-Nederlands Instituut voor Kunstgeschiedenis: 241546
- Istituto Centrale per il Catalogo Unico: SBLV087798
- SNAC: w6j10q0t
- Système universitaire de documentation: 034604480
- Union List of Artist Names: 500246745
- Virtual International Authority File: 115451678
- WorldCat: E39PBJpDRHChJxDQ7tYG9DfTHC